# Heartbleed

Logo que representa o bug Heartbleed.

Heartbleed é um bug na biblioteca de software de criptografia open-source OpenSSL, que permite a um atacante ler a memória de um servidor ou de um cliente, permitindo a este recuperar chaves SSL privadas do servidor.  Os logs que foram examinados até agora, levam a crer que alguns hackers podem ter explorado a falha de segurança pelo menos cinco meses antes da falha ser descoberta por equipes de segurança. 